# Remembrance - A Memorial Benefit
Remembrance - A Memorial Benefit é o décimo primeiro álbum do pianista americano George Winston. Foi lançado em 2001. Chegou à 5ª colocação na Top New Age Albums. Todo o dinheiro arrecadado com a venda do álbum é doado para instituições que ajudam aqueles que foram afetados pelos ataques de 11 de setembro de 2001. Possui não apenas canções de piano, mas também canções de violão e gaita.
| Críticas profissionais                                                      | Críticas profissionais |
| Avaliações da crítica                                                       | Avaliações da crítica  |
| Fonte                                                                       | Avaliação              |
| --------------------------------------------------------------------------- | ---------------------- |
| Allmusic                                                                    | [ 3 ]                  |
| Esta tabela precisa de ser acompanhada por texto em prosa. Consulte o guia. |                        |

## Faixas
| N.º | Título                                                                        | Música                                | Duração |  |
| 1.  | "Lament" (Lariços americanos)                                                 | Moses Kahumoku e George Kahumoku, Jr. | 2:26    |  |
| 2.  | "Where Are You Now" (Onde Está Você Agora)                                    | Moses Kahumoku e George Kahumoku, Jr. | 4:09    |  |
| 3.  | "Remembrance" (Lembrança)                                                     | Moses Kahumoku e George Kahumoku, Jr. | 3:55    |  |
| 4.  | "Where the Sun Rises First (Kumakahi)" (Onde o Sol Nasce Primeiro (Kumakahi)) | Moses Kahumoku e George Kahumoku, Jr. | 5:11    |  |
| 5.  | "Farewell Medley"                                                             | Música tradicional irlandesa          | 8:55    |  |
| 6.  | "Daughters and Sons" (Filhas e Filhos)                                        | Ke'ala Kwan                           | 4:31    |  |